# Jaskinia Nowa na Miedziance
Jaskinia Nowa na Miedziance – jaskinia w Górach Świętokrzyskich. Wejście do niej znajduje się w północno-zachodnim zboczu góry Miedzianka, w pobliżu Chęcin, na wysokości 332 m n.p.m. Długość jaskini wynosi 26 metrów, a jej deniwelacja 10 metrów. 

Jaskinia ma połączenie z pobliską sztolnią Trzy Kominy. Znajduje się na terenie Rezerwatu Przyrody Góra Miedzianka i jest nieudostępniona turystycznie. 

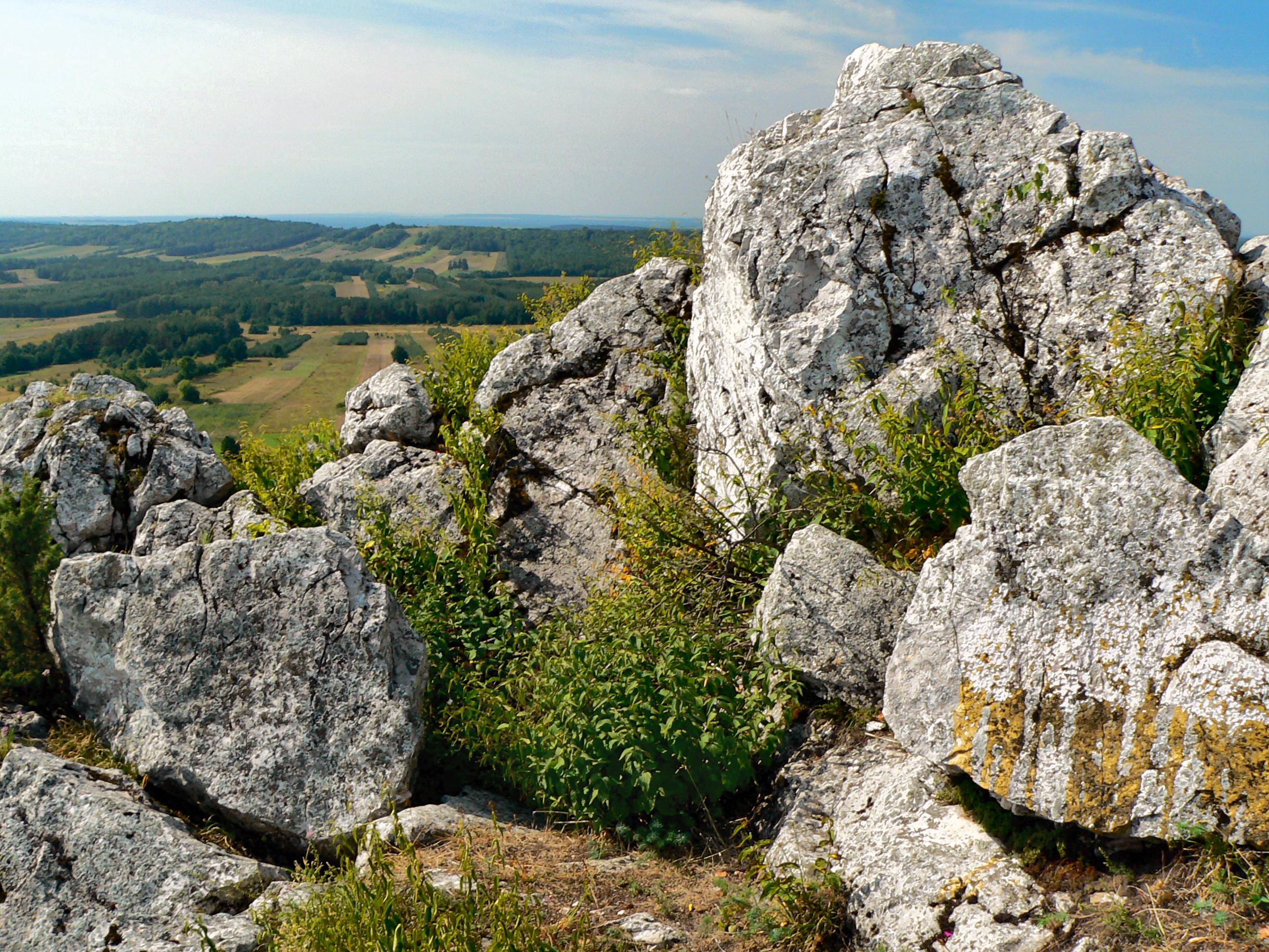
Skały na szczycie Miedzianki

## Opis jaskini
Za niewielkim, kwadratowym otworem wejściowym zaczyna się 6-metrowa studnia. Z jej dna odchodzą dwa korytarze. Jeden, idący w dół, kończy się po kilku metrach zawaliskiem, drugi dochodzi do wąskiej 1,5-metrowej studzienki, za którą znajduje się duża sala. Odchodzi z niej wąski korytarzyk prowadzący do pobliskiej sztolni Trzy Kominy.

## Przyroda
W jaskini brak jest nacieków. Zamieszkują ją nietoperze. Ściany są suche, w studni wejściowej rosną glony, mchy i paprocie. 

## Historia odkryć
Jaskinia była znana od dawna. Jej pierwszy opis i plan sporządził B.W. Wołoszyn w 1959 roku. Salę oraz połączenie ze sztolnią Trzy Kominy odkryli grotołazi ze Speleoklubu Świętokrzyskiego w 1997 roku (przekopując 1,5-metrową studzienkę).